# Nikaragvanski kanal
Nikaragvanski kanal (eng. Nicaragua Interoceanic Grand Canal, ili Nicaragua Grand Canal) je budući kanal u Nikaragvi, koji će povezati Karipsko more (Atlantski ocean) s Tihim oceanom, slično kao Panamski kanal, čime se smanjuje plovni put.
Prema prijedlogu, počet će na istoku u luci Bluefields, a zatim ići na zapad do Puerto Morrita, gradića na istočnoj strani jezera Nikaragve. Tada bi brodovi prelazili jezero i ulazili u kanal iskopan na prevlaci Rivas, a zatim u luku Brito, u Tihom oceanu.
Ideja za nikaragvanski kanal potječe iz vremena kolonizacije. Napoleon III. sastavio je prijedlog u ranom 19. stoljeću. SAD je napustio ideju i umjesto toga gradio Panamski kanal. Godine 1950., predložili su izgradnju kanala pomoću nuklearnog oružja, ali riješiti se radioaktivnosti ostao je problem. U sklopu projekta operacija Plowshare 1965. bio je planiran Panatomski kanal (Pan-Atomic Canal) s nadnevkom početka 1. siječnja 1965. godine. Predviđena lokacija bila je 11.32265°N 84.83235°W.[nedostaje izvor]
Nikaragvanski kanal bit će tri puta duži od Panamskog kanala i približno iste duljine kao Sueski kanal, ali je puno zahtjevniji za izgradnju.
U lipnju 2013. godine, Nacionalna Skupština Nikaragve dala je 50-godišnju koncesiju za izgradnju i rad tvrtki Hong Kong Nicaragua Canal Development Investment Company (HKND Group). Cijena izgradnje planira se na 40 milijarda američkih dolara, a trajat će 6 godina. Nikakvi radovi nisu bili poduzeti do svibnja 2017. godine.